# 23274 Wuminchun
23274 Wuminchun è un asteroide della fascia principale. Scoperto nel 2000, presenta un'orbita caratterizzata da un semiasse maggiore pari a 2,9919097 UA e da un'eccentricità di 0,0690599, inclinata di 9,19373° rispetto all'eclittica.